# Pierre Rosanvallon
Pierre Rosanvallon (Blois, 1948) é um historiador francês, titular da cátedra de História Moderna e Contemporânea do Político do Collège de France, desde 2001 .
Tem como temas de pesquisa a democracia, a desigualdade e a representação política. Sua tese principal é que, nas sociedades ocidentais contemporâneas, as clivagens sociais se tornaram tão pouco nítidas que os modelos vigentes de representação política são incapazes de espelhá-las. Embora não negue que o mundo contemporâneo é marcado por profundas desigualdades, julga que elas não estruturam mais o conflito social.
Pierre Rosanvallon foi o criador, em 2002, da La République des Idées , um grupo intelectual que fomenta o debate público através da publicação de artigos e livros.